# Kitashiobara
Kitashiobara (japanska: 北塩原村?, Kitashiobara-mura) är en landskommun (by) i Fukushima prefektur i Japan.  